# Jason Mazzone
Pour les articles homonymes, voir Mazzone.
Jason Mazzone, né en 1970, est un juriste américain ainsi qu'un professeur associé en droit à la Brooklyn Law School. Il est l'un des principaux spécialistes du copyfraud, terme qu'il a d'ailleurs inventé dans un de ses articles intitulé  ainsi en 2005. 